# Герб Магерова
Герб Магерова — официальный символ посёлка городского типа Магерова (укр. Магерів, пол. Magierów) Львовского района Львовской области Украины.

## История

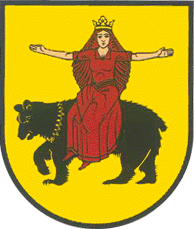
Герб Магерова периода Речи Посполитой

Первое упоминание о Магерове относится к концу XIV века. В 1591 — получил статус города Польского королевства. Посёлок городского типа с 1940 года.
В XVII—XVIII веках Магеров находился во владении магнатов Белзецких, Глоговского, Семинских, Сенявских, Стадницких. В XIX веке австрийское правительство приписало городок к Равскому повяту. Гербом Магерова тогда стало, как свидетельствует реестр Ф. Ковалишина, старое польское шляхетское отличие, известное под названием «Равич»: «На золотом фоне увенчаная короной девушка с распростёртыми руками, сидящяя верхом на чёрном медведе».
В 2007 году Магеровский поселковый совет принял решение о современной местной символике. Автор проекта герба львовский геральдист Андрей Гречило.

## Описание
В основу герба лёг известный в Европе герб Равич — девушка на чёрном медведе. В золотом поле стоит чёрный медведь с красными глазами, а над ним — 2 зеленых жёлудя с двумя листочками каждый". Этот герб символизирует силу, выносливость и прочность.